# 가사시호촌
가사시호촌(笠師保村)은 이시카와현 가시마군에 설치되었던 촌이다. 현재의 나나오시에 해당한다.